# Черновик:DeltaBiblius/Белкин, Андрей Августович
Андре́й А́вгустович Бе́лкин (род. 27 июня 1963, Свердловск) — российский врач-невролог, специалист в области медицинской реабилитации, анестезиолог-реаниматолог, доктор медицинских наук, профессор. Главный внештатный специалист Министерства здравоохранения РФ по медицинской реабилитации в Уральском федеральном округе (с 2016 года), делегат Российской Федерации в Совете секции физических и реабилитационных врачей Европейского союза медицинских специалистов (UEMS-PRM). Профессор кафедры анестезиологии-реаниматологии Уральского государственного медицинского университета. Автор более 300 научных работ по неврологии, интенсивной терапии и реабилитации. Лауреат Премии Правительства Российской Федерации 2023 года в области науки и техники (за разработку и внедрение инновационной системы нейрореабилитации). Известен внедрением системы ранней реабилитации для пациентов с инсультом и другими нейротравмами, а также участием в общественном обсуждении реформ здравоохранения.

## Биография
Андрей Белкин родился 27 июня 1963 года в городе Свердловске (ныне Екатеринбург). Мать работала врачом, отец – педагог Август Соломонович Белкин (1930–2025), заслуженный учитель России. Старший брат – Семён Августович Белкин, врач. В школьные годы Андрей учился в свердловской гимназии № 70.
В 1986 году окончил Свердловский государственный медицинский институт по специальности «лечебное дело». После получения диплома начал медицинскую карьеру врачом-неврологом в городской клинической больнице № 6 Екатеринбурга (1986–1989). В 1986–1987 годах прошёл интернатуру по неврологии на базе той же больницы, затем в 1987 году – ординатуру по анестезиологии-реаниматологии в Свердловском мединституте.
В 1988 году Белкин совершенствовал навыки нейрореаниматолога на курсах в Научно-исследовательском институте неврологии АМН СССР (Москва). С 1989 по 1994 год возглавлял отделение нейрореанимации в екатеринбургской ГКБ № 40. В 1993 году стажировался за рубежом, в медицинской школе Университета Джонса Хопкинса (Балтимор, США).
В 1993 году защитил кандидатскую диссертацию на тему «Мониторинг коматозных состояний методом отдалённого прогноза» и получил учёную степень кандидата медицинских наук. Далее занялся организацией службы экстренной помощи: в 1994–2001 годах – заместитель главного врача и руководитель специализированной службы экстренных терминальных состояний станции скорой медицинской помощи г. Екатеринбурга.
В 1998 году прошёл курс по полисомнографии в клинике Северного Стаффордшира (Великобритания). В 1999 году успешно защитил докторскую диссертацию «Коматозное состояние: диагностика, мониторинг, прогноз» (учёная степень доктора медицинских наук присвоена в 2000 году).
С 2001 по 2009 год Белкин занимал должность заместителя главного врача по неврологии и нейрохирургии ГКБ № 40, одновременно руководил клиникой нервных болезней и нейрохирургии этой больницы. В 2004 году возглавил наблюдательный совет автономной некоммерческой организации «Клинический институт мозга» (АНО «КИМ») – первого в регионе частного центра, специализирующегося на нейрореабилитации. В 2007 году ему присвоено учёное звание профессора.
С 2009 года работает профессором кафедры анестезиологии, реаниматологии и токсикологии факультета усовершенствования врачей УГМУ. В том же 2009 году организовал в Свердловской областной клинической больнице № 1 региональный сосудистый центр, став его первым руководителем. Белкин был одним из инициаторов внедрения в новом РСЦ технологий ранней реабилитации инсультных больных, что позволило увеличить долю пациентов, выписывающихся с восстановленной самостоятельностью, по его данным, до 41 %[источник?].
С 2011 года – директор и главный врач центра медицинской реабилитации «Клиника Института мозга» (г. Берёзовский под Екатеринбургом). В 2012 году под руководством Белкина в Свердловской области начата реализация программ ранней реабилитации для пациентов, перенёсших острую церебральную недостаточность (коматозные состояния после тяжёлых инсультов и травм мозга). Он же в 2012 году организовал при своей клинике выездную реанимационно-анестезиологическую бригаду, которая за первые годы совершила более 800 экстренных выездов к инсультным больным, значительно снизив время до оказания специализированной помощи.
С конца 2000-х годов Белкин уделяет внимание развитию телемедицины. В 2008–2009 годах по его инициативе была разработана региональная телемедицинская сеть для ведения пациентов с острым нарушением мозгового кровообращения (инсультом). Эта модель телемедицины была экспериментально апробирована и затем внедрена в систему здравоохранения Свердловской области. В сотрудничестве с Министерством здравоохранения области и территориальным фондом ОМС Белкин определил критерии качества и экономические тарифы для новой службы, ввёл в практику понятия «телемаршрутизация», «телемониторинг» и «телепатронаж», отражающие новые подходы к дистанционному наблюдению за пациентами. Данный проект стал одним из первых примеров успешного применения цифровых технологий в экстренной неврологии в России. Считается, что опыт Свердловской области по телемедицине при инсульте впоследствии послужил моделью для других регионов РФ.
С 2016 года Андрей Августович является главным внештатным специалистом Минздрава России по медицинской реабилитации в УрФО. Также он представляет Россию в международных реабилитационных сообществах, в частности, делегат Европейской секции врачей реабилитологов (UEMS PRM).

## Научная деятельность
Основные научные работы А. А. Белкина лежат в области нейрореаниматологии и восстановительной медицины. Ещё в 1990-е годы он выдвинул концепцию **острой церебральной недостаточности (ОЦН)** как самостоятельного синдрома коматозных состояний. Белкин рассматривает ОЦН как полиэтиологичное, но монопатогенетическое состояние «перфузионно-метаболического дистресса», при котором острое повреждение мозга развивается стадийно. По его словам, данная концепция структурирует представления о прогрессировании коматозного состояния. Учёный подчёркивает, что на каждом этапе ОЦН требуется адресное вмешательство, а не «лечить мозг чем-нибудь для сосудов» (то есть не ограничиваться неспецифическими средствами). Белкин указывает, что формирование основного очага поражения при инсульте завершается примерно через 72 часа, после чего пролонгированная седация не нужна – напротив, пациента следует как можно раньше выводить из комы и начинать реабилитацию. Для распространения современных знаний об ОЦН профессор разработал авторский курс обучения «Интенсивная терапия острой церебральной недостаточности» для врачей интенсивной терапии.
Следующим направлением исследований Белкина стало изучение **синдрома последствий интенсивной терапии (ПИТС)**. Под этим термином понимается комплекс отдалённых осложнений у пациентов, перенёсших длительное пребывание в критическом состоянии и ИТАР (интенсивную терапию и реанимацию). К ПИТС относятся генерализованная мышечная слабость (полинейропатия/полимиопатия критического состояния), ортостатическая дисфункция, когнитивные и психологические нарушения у выздоровевших пациентов. Белкин одним из первых в России описал данный синдром как новую междисциплинарную проблему. Он отмечает: «Иммобилизация в постели в сочетании с искусственной деафферентацией (седацией) – не физиологичны и могут стать триггером неинфекционной системной воспалительной реакции», что приводит к развитию ПИТС. Учёный подчёркивает, что ПИТС является предотвратимым побочным эффектом спасательных технологий ИТАР, поэтому его профилактика должна стать частью лечения критических пациентов. В настоящее время под руководством Белкина проводятся исследования по поиску модифицируемых предикторов развития ПИТС и методов его предотвращения. Согласно опубликованным результатам, своевременное выявление и коррекция проявлений ПИТС способны существенно улучшить отдалённые исходы и качество жизни спасённых больных.
Стремясь сократить тяжёлые последствия перенесённых ком и инсультов, Белкин развивал **систему ранней реабилитации** в отделениях реанимации. Под его руководством в Свердловской области была создана первая в России модель ранней реабилитации пациентов прямо в реанимационных палатах, начиная со стадии острого состояния инсульта или тяжёлой черепно-мозговой травмы. Эта система позволила приступать к восстановительным мероприятиям уже в первые дни после стабилизации пациента, что заметно улучшило результаты восстановления утраченных функций. «Это наше большое национальное достижение: мы первая страна в мире, где ранняя реабилитация в ОРИТ превратилась в официальную модель с экономическим обеспечением со стороны государства», – отмечал Белкин в интервью. На базе созданной им клиники ранней реабилитации профессор Белкин более десяти лет руководит мультидисциплинарной командой и параллельно обучает такие бригады из других регионов (за эти годы подготовлено свыше 100 реабилитационных команд).
Одно из ключевых направлений деятельности Белкина – организация помощи при инсульте с применением телемедицины. Как отмечалось выше, им была разработана **телемедицинская модель ведения инсультных больных**, включающая систему “телемаршрутизации” пациентов, дистанционные консультации (телемониторинг) и последующее сопровождение на дому (телепатронаж). Эта модель легла в основу регионального регламента Свердловской области и стала одним из первых примеров цифровизации неотложной неврологии в России. В рамках данного проекта Белкин совместно с коллегами разработал нормативные документы, определяющие стандарты качества телемедицинской помощи при инсульте. Опыт Свердловской области по телестрок (телемедицинской сети инсультной помощи) был отмечен профессиональным сообществом; в 2023 году Белкин в составе авторского коллектива был удостоен Премии Правительства РФ за работу по этапной нейрореабилитации пациентов с тяжёлым повреждением мозга, где телемедицина выступает важной составляющей.
Белкин является сторонником комплексного, командного подхода к лечению неврологических пациентов. Им сформулирован принцип **«уравнение весов»** в интенсивной терапии ОЦН – балансирование множества параметров лечения в зависимости от стадии заболевания вместо упрощённой стратегии. Благодаря тому, что Белкин совмещает опыт невролога, реаниматолога и реабилитолога, он смотрит на проблему пациента «свежим взглядом». По выражению самого учёного, *«моя междисциплинарность – неврология, реаниматология, реабилитация – даёт мне необычные умозаключения, поддерживает мозговую активность и защищает от выгорания»*. Под руководством Белкина сформировалась научная школа: по его теме защищены 1 докторская и 9 кандидатских диссертаций.
Андрей Белкин – автор более 300 научных и учебно-методических трудов, включая несколько монографий и свыше 20 публикаций в зарубежных изданиях. Среди них – работы по интенсивной терапии инсульта, телемедицине и реабилитации, оказавшие влияние на развитие соответствующих направлений медицины в России.

## Награды и признание
- **Премия имени В. Н. Татищева и Г. В. де Геннина** (Екатеринбург, 2003) — лауреат в области науки, техники и медицины за разработку системы неотложной помощи при инсульте:contentReference[oaicite:31]{index=31}.
- **Почётная грамота Министерства здравоохранения Свердловской области** (2004) — за организацию формулярной системы в здравоохранении региона.
- **Почётная грамота Министерства здравоохранения Российской Федерации** (2014) — за заслуги в развитии медицинской реабилитации.
- **Премия имени проф. Я. П. Гапанюка Минздрава РФ** (2015) — за вклад в нейронауку (в области сосудистой патологии мозга).
- **Орден «За верность Отечеству»** (2018) — наградной знак[15] (общественная награда).
- **Благодарность Федерального фонда обязательного медицинского страхования** (2018) — за значительный вклад в развитие системы ОМС и многолетний добросовестный труд (к 25-летию системы ОМС).
- **Благодарность Министра здравоохранения РФ** (2019) — за большую работу по формированию системы медицинской реабилитации в ходе пилотного проекта «Развитие системы медреабилитации».
- **Благодарственное письмо Государственной думы РФ** (2023) — за существенный вклад в развитие медицинской реабилитации, высокий профессионализм и многолетний труд по улучшению качества жизни пациентов с ограничениями здоровья.
- **Премия Губернатора Свердловской области** (2022) — лауреат I степени в сфере здравоохранения (номинация «Технология года»):contentReference[oaicite:32]{index=32}.
- **Премия Правительства Российской Федерации в области науки и техники** (2023) — лауреат за разработку и внедрение инновационной национальной системы этапной нейрореабилитации реанимационных пациентов с тяжёлым повреждением головного мозга на основе индивидуальной маршрутизации:contentReference[oaicite:33]{index=33}.

Кроме того, профессор Белкин регулярно привлекается средствами массовой информации в качестве экспертного комментатора по проблемам здравоохранения (организация инсультной помощи, развитие реабилитации и др.). Так, в интервью порталу DK.RU он отмечал, что *«ненужные больницы не закрывают, опасаясь социального взрыва»*, обсуждая оптимизацию сети медучреждений. По итогам 2023 года деловой журнал «Деловой квартал» назвал Андрея Белкина **«Человеком года»** в Екатеринбурге (в категории «Медицина») за достижения в сфере реабилитации. В интервью по этому случаю Белкин подчеркнул, что *«в реабилитации чудо должно быть запланированным»*, указывая на необходимость системного подхода к восстановлению пациентов.
Андрей Белкин активно выступает на профильных конгрессах и форумах, участвует в просветительских проектах (лекции для пациентов, общественные инициативы), цель которых – повышение качества жизни людей с неврологическими заболеваниями.

## Взгляды на реформу здравоохранения
В своих статьях и выступлениях Белкин высказывается за оптимизацию системы здравоохранения путём реорганизации неэффективных учреждений. По его оценке, около 20 % больниц Свердловской области не оказывают существенной помощи, и ресурсы следует перераспределить. При этом врач признаёт социальные риски закрытия больниц (протесты, увольнения) и предлагает решать их через переобучение персонала и трудоустройство в центрах, где не хватает специалистов. Белкин поддерживает централизацию высокотехнологичной медицинской помощи, считая, что концентрация ресурсов и опыта улучшит качество лечения и повысит квалификацию врачей в регионах. Он также критически относится к чрезмерной, по его мнению, доступности медицинских услуг: когда помощь рассредоточена и превращается в «широкодоступную», снижается её качество и ценность. Для проведения необходимых реформ в здравоохранении, по словам Белкина, требуется политическая воля и решительность руководства, даже если меры будут непопулярными в краткосрочной перспективе.

## Личная жизнь
Женат. Супруга — Юлия Борисовна Белкина, медицинский логопед. У пары двое детей: сын Владимир и дочь Анна, оба выбрали профессию врача-невролога (Владимир также специализируется в медицинской реабилитации).

## Избранные публикации
- **Белкин А. А.** Общее обезболивание при сочетанной черепно-мозговой травме на догоспитальном этапе // *Н.-т. прогресс и методы исследования мозга в норме и патологии*. Омск, 1985. С. 7.
- **Белкин А. А.**, Леонтьев С. Л. Изменение содержания лейкоцитов в периферической крови в острейшем периоде мозгового инсульта // *Механизмы повреждения функциональных систем организма и методы их коррекции*. Свердловск, 1986. С. 4.
- **Белкин А. А.**, Леонтьев С. Л., Крохалев О. В. Анализ эффективности терапии мозгового ишемического инсульта в условиях скорой помощи // *Журнал неврологии и психиатрии им. С. С. Корсакова*. 1991. Т. 91, № 9. С. 92–95.
- **Nikolaev E. K., Belkin A. A.** Automated Expertise of Coma and Brain Death Outcomes on the Basis of Simple Clinical Criteria Using IBM PC // *7th World Congress on Emergency and Disaster Medicine*. Канада, 1991. P. 204.
- **Белкин А. А.** Новая парадигма реаниматологии // *Критические состояния*. 1998. № 2(14). С. 72–74.
- **Белкин А. А.** Реаниматология и интенсивная терапия ОНМК: модель выездной специализированной службы // *Тезисы 1-го Конгресса анестезиологов-реаниматологов РФ*. Красноярск, 2005. С. 28–29.
- **Belkin A., Zaihnutdinov R.** Intensive care and early rehabilitation in acute stroke: Telestroke concept // *European Journal of Neurology*. 2009. Vol. 16 (Suppl. 1). P. 453.
- **Белкин А. А.** Интенсивная терапия и нейрореабилитация при острых нарушениях мозгового кровообращения. Екатеринбург: РЦХТ, 2011. 268 с.
- **Белкин А. А., Бадаев Ф. И., Гудзь В. В.** Организационно-методические вопросы выездной нейрореанимационной службы при сосудистом центре // *Анестезиология и реаниматология*. 2011. № 6. С. 56–59.
- **Белкин А. А., Бадаев Ф. И., Гудзь В. В.** Ранняя нейрореабилитация как фактор улучшения исходов острого ишемического инсульта (ОИИ) // *Вестник восстановительной медицины*. 2013. № 2(69). С. 51–54.
- **Belkin A., Shelyakin V., Chadova E.** Early Rehabilitation in Neuro-ICU as a Factor for Improved Outcomes in Severe Stroke // *European Journal of Neurology*. 2018. Vol. 25 (Suppl. 2). P. 623.
- **Белкин А. А.** Реабилитация в отделении реанимации: технология непрерывности // *Вестник восстановительной медицины*. 2019. № 3. С. 64–68.
- **Belkin A., Shelyakin V., Chadova E.** Intensive Neurorehabilitation in ICU: A New Protocol and Preliminary Results // *European Journal of Neurology*. 2019. Vol. 26 (Suppl. 1). P. 105.
- **Белкин А. А., Лейдерман И. Н., Давыдова Н. С.** Реабилитация в интенсивной терапии. – В кн.: *Нац. руководство по интенсивной терапии* (под ред. И. Б. Заболотских, Д. Н. Проценко). 3-е изд. Т. 1. М.: ГЭОТАР-Медиа, 2023. С. 428–448.